# Artéria supratroclear
A artéria supratroclear é um ramo da artéria oftálmica.